# Calyptosuchus
Calyptosuchus (significa "crocodilo coberto") é um género extinto de Crurotarsi do final do Triássico na América do Norte. Como um aetossauro, foi fortemente blindado e tinha um focinho como um porco usado para arrancar as plantas. O género  pode ser um sinónimo do Stagonolepis.